# جوديث ليفين
جوديث ليفين (بالإنجليزية: Judith Levine)‏ هي كاتِبة وصحفية أمريكية، ولدت في 1952.

## وصلات خارجية
- الموقع الرسمي